# Анні Ерно
Анні Ерно (фр. Annie Ernaux), до шлюбу Дюшен (фр. Duchesne); нар. 1 вересня 1940, Лілльбонн) — французька феміністська письменниця, викладачка та режисерка. Її глибинну автобіографічну творчість відносять до жанру автофікшен. Лавреатка Нобелівської премії з літератури 2022 року, викладачка літератури.

## Біографія
Анні Дюшен народилася, провела дитинство та юність у норманському містечку Івето, де її батьки володіли продуктовою крамницею та невеличким кафе. Походячи із селян, вони почали працювати на заводі, пізніше перейшли у торгівлю. Про шлях батьків письменниця оповідає у відвертих спогадах «Майдан» (фр. La place), удостоєних премії Ренодо 1984 року, та «Жінка».
АннімДюшен навчалася в Руанському університеті, потім у Бордоському університеті. Після навчання у 1971 році здобула диплом викладача літератури. Деякий час працювала над незавершеним дипломним проєктом про французького письменника Маріво.
Викладала французьку літературу в ліцеї в Боннвіллі, в "Колеж д'Евір" в Аннесі-ле-В'є, у Понтуазі, після чого викладала в Національному центрі дистанційної освіти (CNED).

## Літературна кар'єра
Перша книга Ерно «Порожня шухляда» (фр. Les Armoires videos) вийшла у 1974 році. Це художня оповідь про внутрішній конфлікт героїні між середовищем дрібних крамарів, з я кого вона походить, і світом класичної літератури, який вона пізнає під час навчання. В цій же книжці звучить мотив любовних розчарувань і підпільний аборту, зроблений письменницею в 1964 році, який вона приховувала від своєї родини. У 1984 році Ерно здобула премію Ренодо (фр. Prix Renaudot) за автобіографічну розповідь «Майдан», що ґрунтується на її стосунках з батьком, досвіді дорослішання в маленькому містечку у Франції та подальшому процесі переходу в доросле життя.
У 2000 році Анні Ерно припиняє викладання, щоб повністю присвятити себе письменництву.
Усі книжки Анні Ерно відзначається автобіографічними мотивами. Життя своїх батьків авторка опусує у книгах «Місце» (фр. La place), «Ганьба» (фр. La honte), свій підлітковий вік — у "Те, що вони кажуть, або нічого" (фр. Ce qu'ils disent ou rien), свій шлюб — у «La femme gelée», свої стосунки з коханцем у «Passion simple», свій аборт — у «L'événement», хворобу Альцгеймера — у «Je ne suis pas sortie de ma nuit», смерть своєї матері — у «Une femme» і свій рак грудей — у «L'usage de la photo». Разом з Фредеріком-Івом Жанне Ерно створила книгу «Писання гостре, як ніж» (фр. L'écriture comme un couteau).
Книжки «Жіноча історія», «Чоловіче місце» та «Проста пристрасть» були визнані "видатними книгами" Нью-Йорк таймс, а «Жіноча історія» стала фіналісткою книжкової премії Лос-Анджелес Таймс. Журнал «Publishers Weekly» визнав книгу «Ганьба» найкращою книжкою 1998 року, за версією «Вашингтон пост» книга «Я залишилася в темряві» була найкращою книжкою спогадів 1999 року, а «Володіння» увійшло до десяти найкращих книжок 2008 року за версією журналу «More».
Книга «Роки» отримала французьку премію Ренодо́ 2008 року та італійську премію Стрега (італ. Premio Strega) 2016 року, а через рік Ерно була удостоєна премії ім. Маргеріт Юрсенар.
У 2019 році книга «Роки» також увійшла до короткого списку Букерівської міжнародної премії, члени журі якої назвали роботу «шедевром, що змінює жанр».
У 2020 році «Нью-Йоркер» зазначив, що понад 20 книг Анні Ерно «були присвячені одному завданню: розкопкам власного життя».
Анні Ерно стала нобелівською лауреаткою з літератури у 2022 році. У Нобелівському комітеті зазначили, премію присудили «за відвагу і клінічну гостроту, з якою вона розкриває коріння, відчуженість і колективні обмеження особистої пам'яті».
Анні Ерно стала першою француженкою, яка отримала цю премію, і в інтерв'ю шведській телекомпанії SVT сказала, що відчуває за це відповідальність. «Я була дуже здивована… Я ніколи не думала, що це станеться на моєму письменницькому ландшафті. Це велика відповідальність… свідчити, не обов'язково через моє письменство, але свідчити з точністю та справедливістю щодо світу».

## Громадянська діяльність
У 2018 році вона та десятки інших французьких митців надіслали листа з критикою французького та ізраїльського урядів за проведення спільних культурних заходів з нагоди 70-ї річниці створення Ізраїлю. «Відмова від нормалізації відносин з Ізраїлем є моральним обов'язком кожної людини, яка має совість», - йшлося в цьому листі.
У 2019 році вона разом з іншими звинуватила Ізраїль у використанні Євробачення для «відбілювання» своєї окупації та колонізації Палестини.
Крім того, вона закликала звільнити з французької в'язниці Жоржа Абдуллу, ліванського комуніста, який у 1982 році вбив у Франції ізраїльського дипломата Якова Вар-Сіманова та американського полковника Чарльза Рея, помічника військового аташе. Він звинуватив ізраїльтянина в тому, що той був агентом Моссаду, а американського військового - у підтримці Ізраїлю. Абдулла також звинувачувався у причетності до спроби вбивства колишнього консула США у Страсбурзі в 1984 році.
Після експропріації Ізраїлем у 2021 році палестинських будинків в Східному Єрусалимі та бомбардувань сектора Гази, Ерно приєдналась до інших інтелектуалів, підписавши лист із засудженням Ізраїлю. У цьому листі говорилося: «Ми вимагаємо негайного і безумовного припинення ізраїльського насильства проти палестинців... Ми закликаємо всі уряди, які допускають цей злочин проти людства, ввести санкції, мобілізувати міжнародні органи відповідальності і припинити торговельно-економічні відносини ... Неправильно і оманливо представляти його [конфлікт] як війну між двома рівними сторонами. Ізраїль - колонізаторська держава. Палестина є колонізованою. Це не конфлікт, це апартеїд».

## Переклади українською
- Анні Ерно. Пристрасть: Романи / Пер. з фр. Є. Кононенко. — Київ: Факт, 2002. — 192 с.
- Анні Ерно. Майдан. Книга, пер. з фр. Ю. Аніпер. — Харків: Фоліо, 2006.